# Ischyrocerus tuberculatus
Ischyrocerus tuberculatus is een vlokreeftensoort uit de familie van de Ischyroceridae. De wetenschappelijke naam van de soort is voor het eerst geldig gepubliceerd in 1882 door Hoek.